# الحروب الأنجلو-فرنسية
كانت الحروب الأنجلو-فرنسية (1109–1815) عبارة عن سلسلة من الصراعات بين أقاليم مملكة إنجلترا (وخليفتها، المملكة المتحدة) ومملكة فرنسا (خلفها الجمهورية). امتدت صراعاتهم في جميع أنحاء العصور الوسطى إلى العصر الحديث.

## العصور الوسطى

### العصور الوسطى العليا
- الحرب الإنجليزية الفرنسية (1109-1113) - أول صراع بين سلالة الكابيتيين وبيت نورماندي بعد الغزو النورماندي
- الحرب الإنجليزية الفرنسية (1116-1119) - الصراع على حيازة إنجلترا لنورماندي
- الحرب الإنجليزية الفرنسية (1123-1135) - الصراع الذي اندمج في الفوضى
- الحرب الإنجليزية الفرنسية (1158-1189) - أول صراع بين سلالة كابيتيون وبيت بلانتاجانت
- الحرب الإنجليزية الفرنسية (1193-1199) - الصراع بين الملك ريتشارد قلب الأسد والملك فيليب الثاني أغسطس
- الحرب الإنجليزية الفرنسية (1202-1204) - الغزو الفرنسي لنورماندي
- الحرب الإنجليزية الفرنسية (1213-1214) - الصراع بين الملك فيليب أوغسطس والملك جون
- الحرب الإنجليزية الفرنسية (1215-1217) - التدخل الفرنسي في حرب البارونات الأولى
- الحرب الإنجليزية الفرنسية (1224) - المعروفة باسم حرب بواتو
- الحرب الإنجليزية الفرنسية (1242–1243) – المعروفة باسم حرب سانتونج

### العصور الوسطى المتأخرة
- الحرب الإنجليزية الفرنسية (1294-1303) - المعروفة باسم حرب غاسكون في الإنجليزية وحرب غويان في الفرنسية
- الحرب الإنجليزية الفرنسية (1324) - المعروفة باسم حرب سان ساردوس
- الحرب الإنجليزية الفرنسية (1337-1453) - حرب المائة عام والصراعات المحيطة بها، والتي غالبًا ما تنقسم إلى:
  - الحرب الإدواردية (1337-1360)
  - الحرب الكارولينية (1369-1389)
  - الحرب اللانكاسترية (1415-1453)
- الحرب الإنجليزية الفرنسية (1496-1498) - جزء من الحرب الإيطالية 1494-1498

## العصور الحديثة

### القرن السادس عشر والسابع عشر
- الحرب الإنجليزية الفرنسية (1512-1514) - جزء من حرب عصبة كامبراي
- الحرب الإنجليزية الفرنسية (1522-1526) - جزء من الحرب الإيطالية 1521-1526
- الحرب الإنجليزية الفرنسية (1542-1546) - جزء من الحرب الإيطالية 1542-1546
- الحرب الإنجليزية الفرنسية (1557-1559) - جزء من الحرب الإيطالية 1551-1559
- الحملة الإنجليزية إلى فرنسا (1562-1563) - التدخل الإنجليزي في أولى حروب فرنسا الدينية
- الحرب الإنجليزية-الفرنسية (1627 – 1629) – التدخل الإنجليزي أثناء ثورات الهوغونوتيون
- الحرب الإنجليزية الفرنسية (1666–1667) – نتيجة ثانوية للحرب الانجليزية الهولندية الثانية
- الحرب الإنجليزية الفرنسية (1688–1697) – جزء من حرب التسع سنوات والصراعات المحيطة بها

### القرن الثامن عشر
- الحرب الإنجليزية الفرنسية (1702-1713) - جزء من حرب الخلافة الإسبانية وصراعاتها الطرفية
- الحرب الإنجليزية الفرنسية (1744-1748) - جزء من حرب الخلافة النمساوية وصراعاتها الطرفية
- الحرب الإنجليزية الفرنسية (1746-1763) - تُعرف أيضًا باسم حروب كارناتيك
- الحرب الإنجليزية الفرنسية (1756-1763) - جزء من حرب حرب السنوات السبع وصراعاتها الطرفية
- الحرب الإنجليزية الفرنسية (1778-1783) - جزء من حرب الاستقلال الأمريكية وصراعاتها الطرفية
- الحرب الإنجليزية الفرنسية (1793-1802) - جزء من حروب الثورة الفرنسية وصراعاتها الطرفية

### بعد العام 1802
- الحرب الإنجليزية الفرنسية (1803-1815) – جزء من الحروب النابليونية والصراعات المحيطة بها
- الحرب الإنجليزية الفرنسية الفيشية (1940-1942) – جزء من الحرب العالمية الثانية؛ حاربت بريطانيا إلى جانب فرنسا الحرة ضد فرنسا الفيشية

## أزمات
- أزمة كورسيكا
- أزمة جزر فوكلاند عام 1770
- أزمة نوتكا
- حادثة ريو نونيز
- حادثة فشودة
- الاحتجاجات السورية 1945